# Architype Schwitters
Architype Schwitters is een geometrisch lettertype gebaseerd op het in 1927 door Kurt Schwitters ontworpen fonetische lettertype.
Zoals vele nieuwe experimentele lettertypen die verschenen in de vroege twintigste eeuw door avant-gardistische ontwerpers in Europa, is dit een poging om het 'Western' schrift nieuw leven in te blazen door vereenvoudiging en het voorkomen van saaie lettergroepen.
Schwitters bedacht hiermee een monocase-systeem, dat geen hoofd- en kleine letters onderscheidt, en tekende rechtlijnige 'romeinse' hoofdletters en opvallende alternatieven voor de klinkers 'A' 'e' 'I' 'O' 'U' 'Y' die op gelijke hoogte geschaald zijn maar gebaseerd op zogenaamde Karolingische kleine letters.
Deze letters voor klinkers steken duidelijk af tegen andere letters in het zetsel.